# Dvojitý milenec
Dvojitý milenec (ve francouzském originále L'Amant double) je francouzský a belgický film z roku 2017 režiséra Françoise Ozona. Scénář napsal Ozon ve spolupráci s Philippe Piazzo a volně se inspiroval knihou Lives of the Twins od americké spisovatelky Joyce Carol Oates.
Film se poprvé veřejnosti představil během oficiální soutěže na Filmovém festivalu v Cannes v roce 2017. V českých kinech měl film premiéru 13. července 2017.

## O filmu
Chloé je velmi křehká mladá žena trpící depresemi. Kvůli svým psychickým problémům tedy dochází na psychoterapii. Chloé se velmi rychle zamiluje do svého terapeuta Paula, který její city obětuje. Zdá se, že problémy mladé ženy jsou navždy vyřešeny. Po několika měsících se pár přestěhuje do nového bytu. Chloé zjišťuje, že jí Paul zatajil část své identity. Ve skutečnosti má dvojče, bratra Louise, který pracuje také jako psycholog.

## Obsazení
| Marine Vacth            | Chloé                             |
| Jérémie Renier          | Paul Meyer/Louis Delord           |
| Dominique Reymond       | gynekoložka/paní Wexlerová        |
| Myriam Boyer            | sousedka Rose                     |
| Jacqueline Bisset       | paní Schenkerová                  |
| Fanny Sage              | Sandra Schenkerová                |
| Jean-Édouard Bodziak    | mladý psychoterapeut              |
| Antoine de La Morinerie | psychoterapeut pozvaný na večírek |
| Jean-Paul Muel          | psychoterapeut pozvaný na večírek |